# Carinae
Le Carinae ("carene") erano un quartiere dell'antica Roma. Corrispondevano al settore occidentale del pendio meridionale dell'Esquilino.

## Etimologia
Secondo Servio, il nome del quartiere deriva dal fatto che alcuni edifici posti in prossimità del tempio di Tellure avevano i tetti che rappresentavano le carene (carinae) delle navi.

## Descrizione

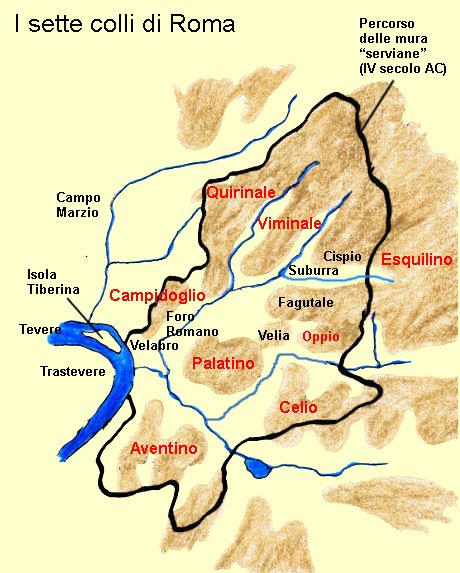
I sette colli di Roma: Aventino, Campidoglio, Celio, Esquilino, Palatino, Quirinale, Viminale.

Il quartiere includeva il Fagutal, la parte nordoccidentale dell'Oppio.
Le Carinae si estendevano tra la Velia e il Clivus Pullius. Da esse, la visuale si spingeva attraverso la Palus Ceroliae fino all'Aventino.
Il quartiere, alle sue pendici in prossimità della Velia, era attraversato dal vicus Cyprius, dove secondo la tradizione romana, Tullia avrebbe ucciso il padre Servio Tullio, travolgendolo con il suo carro trainato dai cavalli. Dallo stesso passo di Livio, si conosce l'esistenza di un tempio dedicato a Diana nelle Carinae.
Il quartiere era attraversato anche dal Murus Terreus.
Floro scrisse delle Carinae che erano "la più famosa parte della città" (celeberrima pars urbis).
Possedettero dimore in questo quartiere Marco Tullio Cicerone e Gneo Pompeo Magno, la cui casa in seguito fu di proprietà di Marco Antonio e poi del demanio imperiale (in particolare Tiberio vi abitò per qualche tempo).